# Brownie Mary
Mary Jane Rathbun (22 de diciembre de 1922 - 10 de abril de 1999), conocida popularmente como Brownie Mary, fue una activista estadounidense, defensora del uso del cannabis con fines medicinales.

## Biografía
Como voluntaria del Hospital General de San Francisco, se dio a conocer por hornear y distribuir brownies de cannabis a pacientes con SIDA. Junto con el activista Dennis Peron, Rathbun ejerció presión para la legalización de la cannabis para uso médico, y fue pieza clave en la aprobación de la Propuesta P de San Francisco (1991) y la Propuesta 215 de California (1996) para lograr esos objetivos. También contribuyó al establecimiento del San Francisco Cannabis Buyers Club, el primer dispensario de cannabis medicinal de los Estados Unidos.
Rathbun fue arrestada en tres ocasiones, y cada arresto atrajo una mayor atención de los medios de comunicación locales, nacionales e internacionales al movimiento del cannabis medicinal. La ciudad de San Francisco finalmente le dio permiso para distribuir brownies de cannabis a personas que padecían el VIH. Su activismo motivó a los investigadores a proponer uno de los primeros ensayos clínicos para estudiar los efectos de los cannabinoides en adultos infectados con el VIH.
Falleció el 10 de abril de 1999 de un paro cardíaco.